# Anton Franz von Magnis
Anton Franz Ferdinand Wilhelm Karl Graf von Magnis (* 9. Mai 1862 in Eckersdorf, Landkreis Neurode, Provinz Schlesien; † 17. Oktober 1944 in Strassnitz) war Bergwerksbesitzer und Mitglied des Deutschen Reichstags.

## Leben
Anton Franz von Magnis entstammte dem mährischen Adelsgeschlecht Magnis. Seine Eltern waren Wilhelm Ernst Adolf von Magnis (1828–1888) und Gabriela Deym von Střítež (1839–1920). Nach dem Besuch des Königlichen Gymnasiums in Dresden-Neustadt studierte er an den Universitäten Breslau, Leipzig und Berlin. Anschließend widmete er sich der Bewirtschaftung des eigenen Grundbesitzes in Eckersdorf/Schlesien und Strassnitz/Mähren und der Verwaltung der eigenen Industrie (Kohlenbergbau) in Neurode. Weiter war er Rittmeister der Reserve und in der Kreis- und Provinzialverwaltung tätig. Auch war er Mitglied des Provinziallandtages in Schlesien, der Kreistage der Kreise Glatz, Habelschwerdt, Neurode und Kreisdeputierter des Kreises Glatz. Auch war er Mitglied des Preußischen Herrenhauses auf Lebenszeit.
Von 1898 bis 1903 und von April 1915 bis 1918 war er Mitglied des Deutschen Reichstags der Deutschen Zentrumspartei für den Wahlkreis Regierungsbezirk Breslau 11 Reichenbach, Neurode.
Magnis war Ehrenritter des souveränen Malteserordens, Ritter des Königlich Bayerischen St. Georgsordens, Träger des Großkreuzes des päpstlichen St. Gregoriusordens und des Roter Adlerordens III. Klasse.

## Familie
Anton Franz von Magnis war mit Bianka, einer Tochter des Diplomaten Franz Deym von Střítež auf Arnau verheiratet. Der Ehe entstammten unter anderem
- Gabriele von Magnis (1896–1976), Fürsorgerin und Sonderbeauftragte des Breslauer Bischofs Adolf Bertram für die Betreuung der katholischen „Nichtarier“ Oberschlesiens
- Franz Graf von Magnis (1897–?)
- Ferdinand Graf von Magnis (1905–1996)
- Maria von Magnis (1907–1976)
- Wilhelm Graf von Magnis (1910–1940)

Franz Magnis-Suseno ist ein Enkel von Anton Franz von Magnis.